# Principauté de Sámos
1834–1913
Entités précédentes :
- Grèce ottomane

Entités suivantes :
- Royaume de Grèce

La principauté de Sámos (grec moderne : Ἡγεμονία τῆς Σάμου; turc : Sisam Beyliği) fut un État vassal de l'Empire ottoman de 1834 à 1913. Sa capitale se situe dans le port de Vathý et son statut est calqué sur celui des principautés roumaines (dont plusieurs hospodars régneront à Sámos) et de la Serbie. Pour l'Empire ottoman, la principauté était située dans le Dar el Ahd (« domaine de la trêve », en arabe : دار العهد), qui définit de jure son statut d'état chrétien tributaire du Sultan, auquel est versée chaque année une somme de 2 700 livres sterling.
L'île de Sámos participe activement à la guerre d'indépendance grecque et résiste aux tentatives d'invasion égyptienne et ottomane. Cependant, une fois l'indépendance de la Grèce reconnue, en 1832, l'île n'est pas incluse dans le nouvel État hellène. En 1834, l'île reçoit, en compensation, son autonomie sous la suzeraineté du sultan ottoman.
La Sublime Porte nomme à sa tête un prince chrétien : le premier, en 1829, fut Ioan Sturdza, ancien Hospodar de Moldavie, déposé par les Russes l'année précédente. Cependant, à l'époque, l'autonomie de Sámos n'est pas encore reconnue par la Sublime Porte. Chef de l'exécutif insulaire, le prince de Sámos est assisté d'un conseil de 4 membres, choisis parmi les 8 représentants élus des districts de Vathý, Chóra, Marathókambos et Karlóvasi. Le pouvoir législatif est quant à lui aux mains d'une assemblée composée de 36 députés et présidée par le métropolite orthodoxe de l'île. 
Lors de la Première Guerre balkanique, un groupe de Samiotes exilés mené par Themistoklís Sofoúlis débarque dans l'île et en prend le contrôle. La garnison ottomane se retire en Anatolie et le parlement insulaire proclame, le 11 novembre 1912, la réunion de l'île à la Grèce, reconnue par l'Empire ottoman le 2 mars 1913.

## Histoire de la principauté

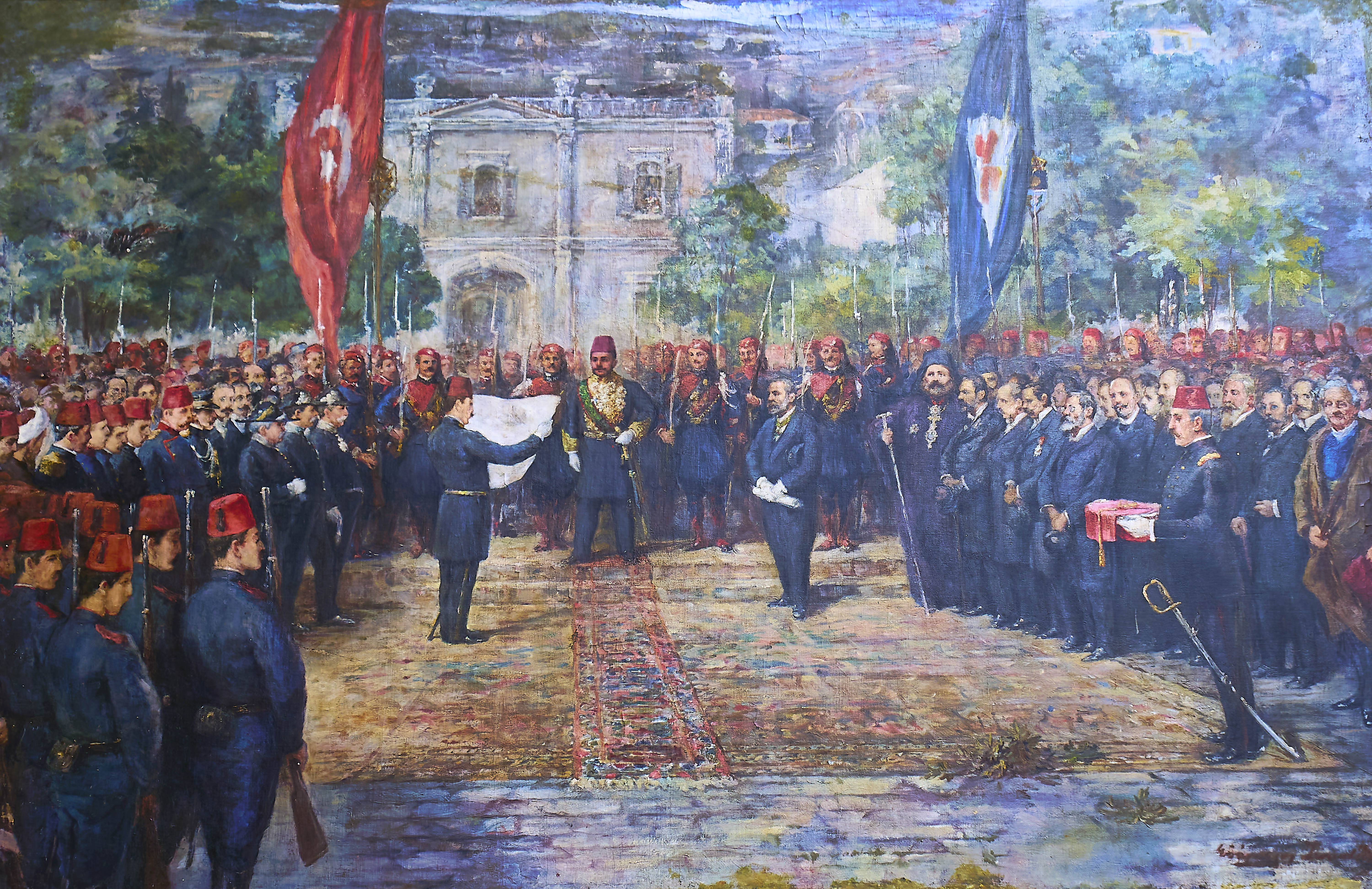
Représentation artistique de l'intronisation du prince de Sámos.

Après la guerre d'indépendance grecque, les grandes puissances européennes (Russie, Royaume-Uni et France) confirment la possession de Sámos par l'Empire ottoman, mais elles demandent pour l'île un statut d'autonomie. Le 11 décembre 1832, le protocole de Londres officialise l'érection de Sámos en principauté autonome non héréditaire, instituée en faveur des Hospodars qui avaient été chassés par le protectorat russe des principautés de Moldavie et Valachie (où le trône n'était pas héréditaire). Au total, 18 princes se succèdent à la tête de l'île jusqu'en 1912, phanariotes pour la plupart.
Lors de la Première Guerre balkanique, en 1912, Themistoklís Sofoúlis s'empare de l'île avec une poignée de volontaires grecs, dont des Samiotes exilés. Ils chassent l'administration ottomane et les membres de la famille princière s'exilent vers la France. Sofoúlis obtient la reconnaissance du rattachement à la Grèce en 1913.

## Liste des princes de Sámos
Le trône de Sámos fut occupé par les princes suivants :
| Portrait | Nom                           | Naissance | Décès | Début de règne | Fin de règne   | Notes                                                         |
| -------- | ----------------------------- | --------- | ----- | -------------- | -------------- | ------------------------------------------------------------- |
|          | Étienne Vogoridès             | 1774      | 1869  | Janvier 1833   | 1850           | Caïmacam de Moldavie (1821-1822)                              |
|          | Aléxandros Kallimáchis        | 1800      | 1879  | 1850           | 1854           | fils de l'hospodar Scarlat Kallimachis (exécuté en 1821)      |
|          | Ion Ghica                     | 1817      | 1897  | Avril 1854     | 1859           | Neveu de Grigore IV Ghica et d’Alexandre II Ghica             |
|          | Miltiádis Aristárchis         | 1809      | 1893  | 1859           | 1866           | Fils du Grand Drogman Stavrákis Aristárchis (exécuté en 1821) |
|          | Pávlos Moussoúros (en)        | 1810      | 1876  | 1866           | 1873           |                                                               |
|          | Georges Georgiadès (en)       |           |       | 1873           | 1873           | Par intérim                                                   |
|          | Constantin Adossidès (en)     | 1818      | 1895  | 1873           | 1874           |                                                               |
|          | Constantin Photiadès (en)     | 1830      |       | 1874           | 1879           |                                                               |
|          | Constantin Adossidès (en)     | 1818      | 1895  | 4 mars 1879    | 1885           | Rétabli                                                       |
|          | Alexandre Carathéodoris       | 1833      | 1906  | 1885           | 1895           | Gendre de Pávlos Moussoúros                                   |
|          | Georges Verovici (en)         | 1845      |       | 1895           | 1896           |                                                               |
|          | Stéphane Mousouros (en)       | 1841      |       | Juillet 1896   | 1899           | Petit-fils de Stéphane Vogoridès                              |
|          | Constantin Vagiannis (en)     | 1846      | 1919  | 7 mars 1899    | 1900           |                                                               |
|          | Michel Grigoriadès (en)       | 1841      |       | 16 août 1900   | 1902           |                                                               |
|          | Alexandre Mavrogheni (en)     | 1845      | 1929  | 12 mars 1902   | 5 mai 1904     |                                                               |
|          | Jean Vithynos (en)            | 1847      | 1912  | 5 mai 1904     | 1906           |                                                               |
|          | Constantin Carathéodoris (en) | 1841      | 1922  | Juillet 1906   | Septembre 1907 | Fils d’Alexandre Carathéodoris                                |
|          | Georges Georgiadès (en)       |           |       | Août 1907      | Janvier 1908   |                                                               |
|          | Andréas Kopásis               | 1856      | 1912  | Janvier 1908   | 22 mars 1912   | Assassiné                                                     |
|          | Ali Réza Bey                  |           |       | 1912           | 1912           |                                                               |
|          | Grégoire Veglery (en)         | 1862      | 1948  | Avril 1912     | Août 1912      | Gendre d’Alexandre Carathéodoris et dernier prince de Sámos   |